# Gomphidia fletcheri
Gomphidia fletcheri är en trollsländeart som beskrevs av Fraser 1923. Gomphidia fletcheri ingår i släktet Gomphidia och familjen flodtrollsländor. IUCN kategoriserar arten globalt som otillräckligt studerad. Inga underarter finns listade i Catalogue of Life.